# Седча (платформа)
Се́дча (бел. Седча) — остановочный пункт электропоездов (в том числе электропоездов Минских городских линий) в Пуховичском районе (Минская область, Беларусь).
Расположен в 29 километрах от Минска (станции Минск-Пассажирский) между станцией Михановичи и остановочным пунктом Зазерка (юго-восточное направление железнодорожной линии). 
Примерное время в пути со всеми остановками от ст. Минск-Пассажирский — 37 мин.; от ст. Пуховичи — 38 мин.
Ближайшие населённые пункты — деревни Седча и Пережир (граничат с платформой соответственно с западной и восточной стороны; деревня Пережир является центром Пережирского сельсовета).